# Prepona
Genre
Prepona est un genre d'insectes lépidoptères de la famille des Nymphalidae et de la sous-famille des Charaxinae qui résident en Amérique.

## Taxonomie
En 1926 Hans Fruhstorfer distinguait 15 espèces, 9 à face dorsale bleue et noire, 4 à face dorsale bleue et noire taches marginales orange et 2 proches des Agrias.
Après les travaux de description de Eugène Le Moult puis l'étude des endroconies leur nombre se réduit à 10 dont 9 à face dorsale bleue.

## Liste des espèces
- Prepona deiphile (Godart, [1824]) présent au Mexique, en Colombie et en Bolivie.
  - Prepona deiphile deiphele
  - Prepona deiphile brooksiana Godman & Salvin, 1889
  - Prepona deiphile diaziana Miller & Miller, 1976
  - Prepona deiphile escalantiana Stoffel & Mast, 1973
  - Prepona deiphile ibarra Beutelspacher, 1982
  - Prepona deiphile lambertoana Llorente, Luis et González, 1992
  - Prepona deiphile lygia Fruhstorfer, 1904
  - Prepona deiphile neoterpe Honrath, 1884
  - Prepona deiphile photidia Fruhstrofer, 1912
  - Prepona deiphile salvadora Llorente, Luis & González, 1992
  - Prepona deiphile sphacteria Fruhstorfer, 1916
  - Prepona deiphile xenagoras Hewitson, 1875
- Prepona dexamenus (Hopffer, 1874)  présent dans tout le nord de l'Amérique du Sud

Trois sous-espèces
- Prepona eugenes (Bates, 1865)
- Prepona laertes (Hübner, [1811])

Quatre sous-espèces
- Prepona pheridamas (Cramer, [1777]) présent dans tout le nord de l'Amérique du Sud
- Prepona praeneste (Hewitson, 1859); présent au Pérou et en Colombie.
  - Prepona praeneste praeneste
  - Prepona praeneste abrupta Biedermann, 1936.
  - Prepona praeneste buckleyana Hewitson, 1876.
  - Prepona praeneste choroniensis Lichy, 1975.
  - Prepona praeneste confusa Niepelt, 1913.
  - Prepona praeneste isabelae Orellana, 2000.
  - Prepona praeneste virago Biedermann, 1938
- Prepona pylene (Hewitson, [1854]); présent au Brésil, en Équateur, en Colombie et en Bolivie.

Sept sous-espèces
- Prepona werneri (Hering et Hopp, 1925); présent en Colombie.

### Hybrides
Prepona × sarumani (Smart, 1976); présent au Pérou est Prepona praeneste abrupta × Agrias claudina lugens.

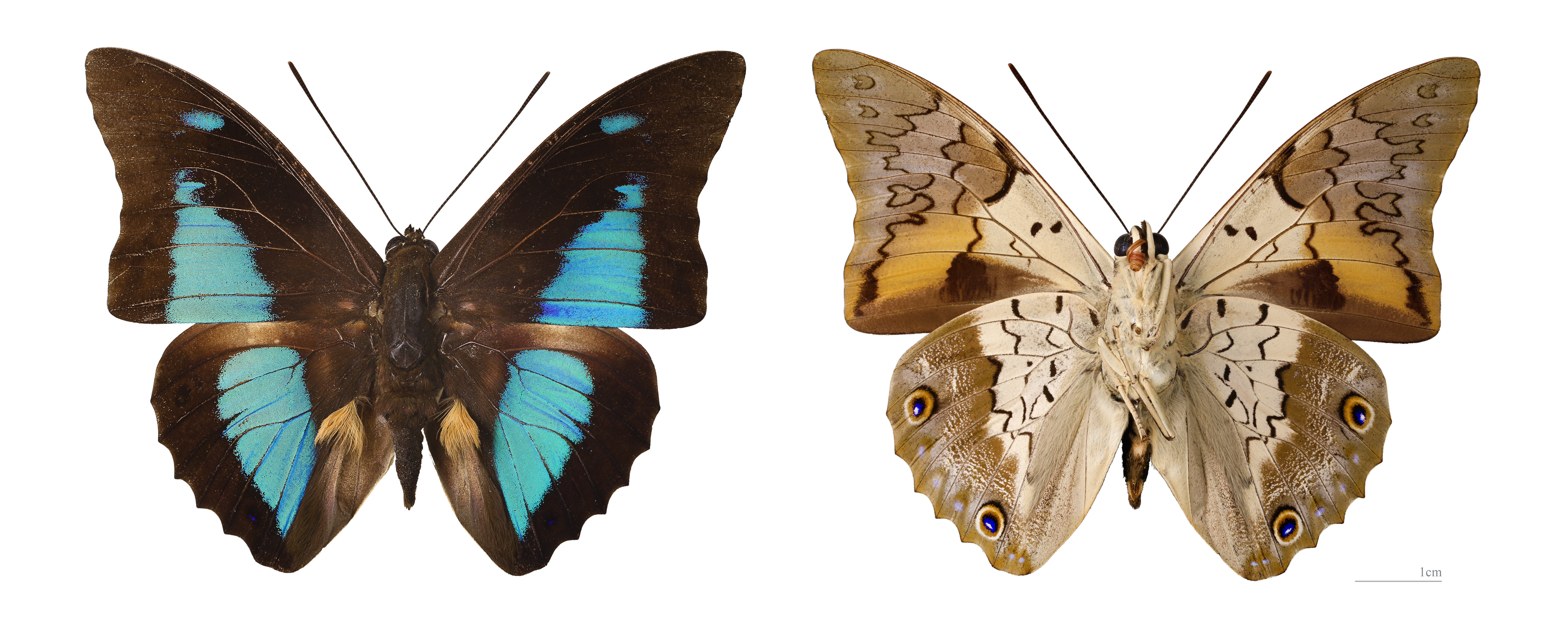
Prepona laertes - Muséum de Toulouse
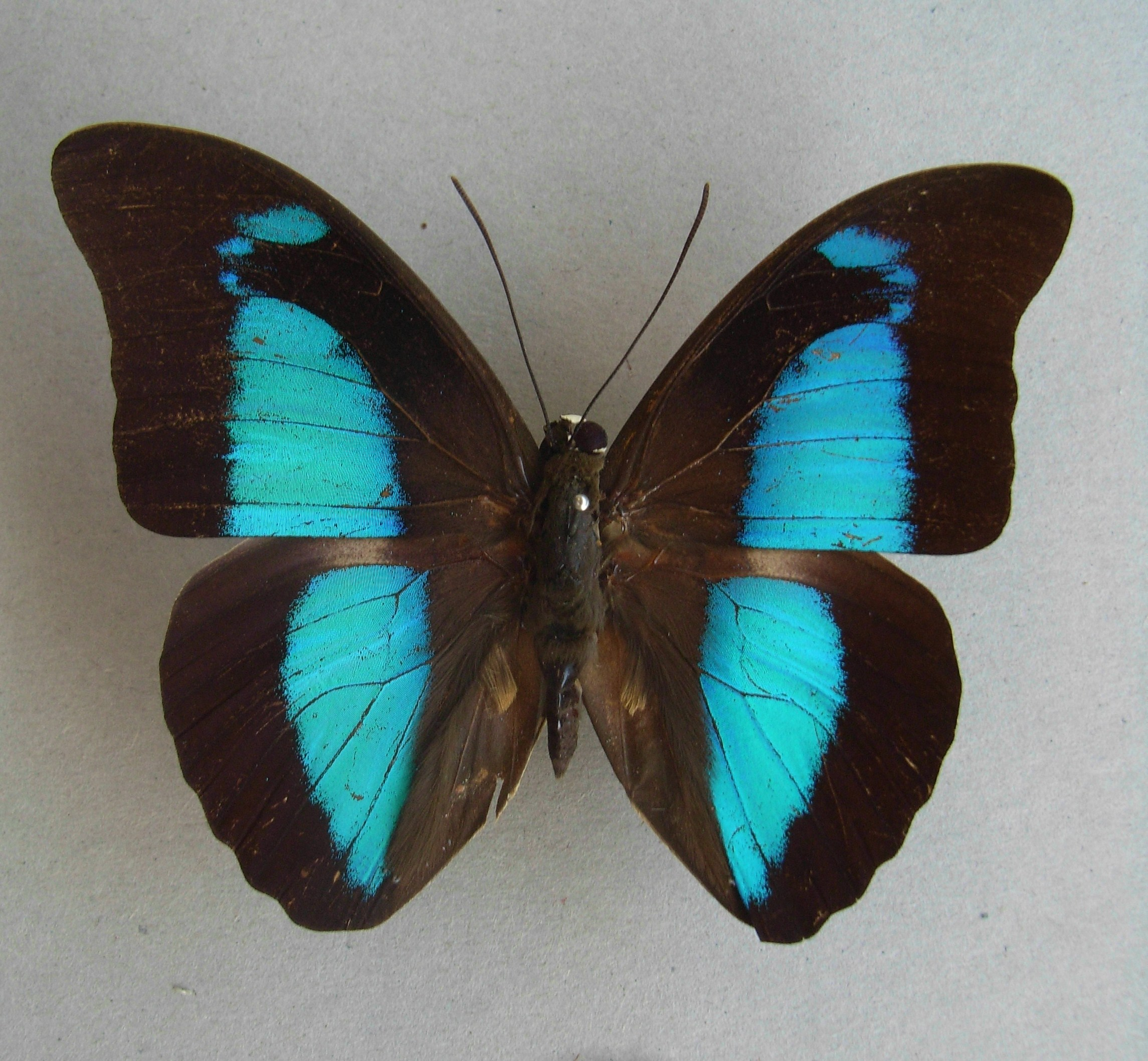
Prepona pheridamas
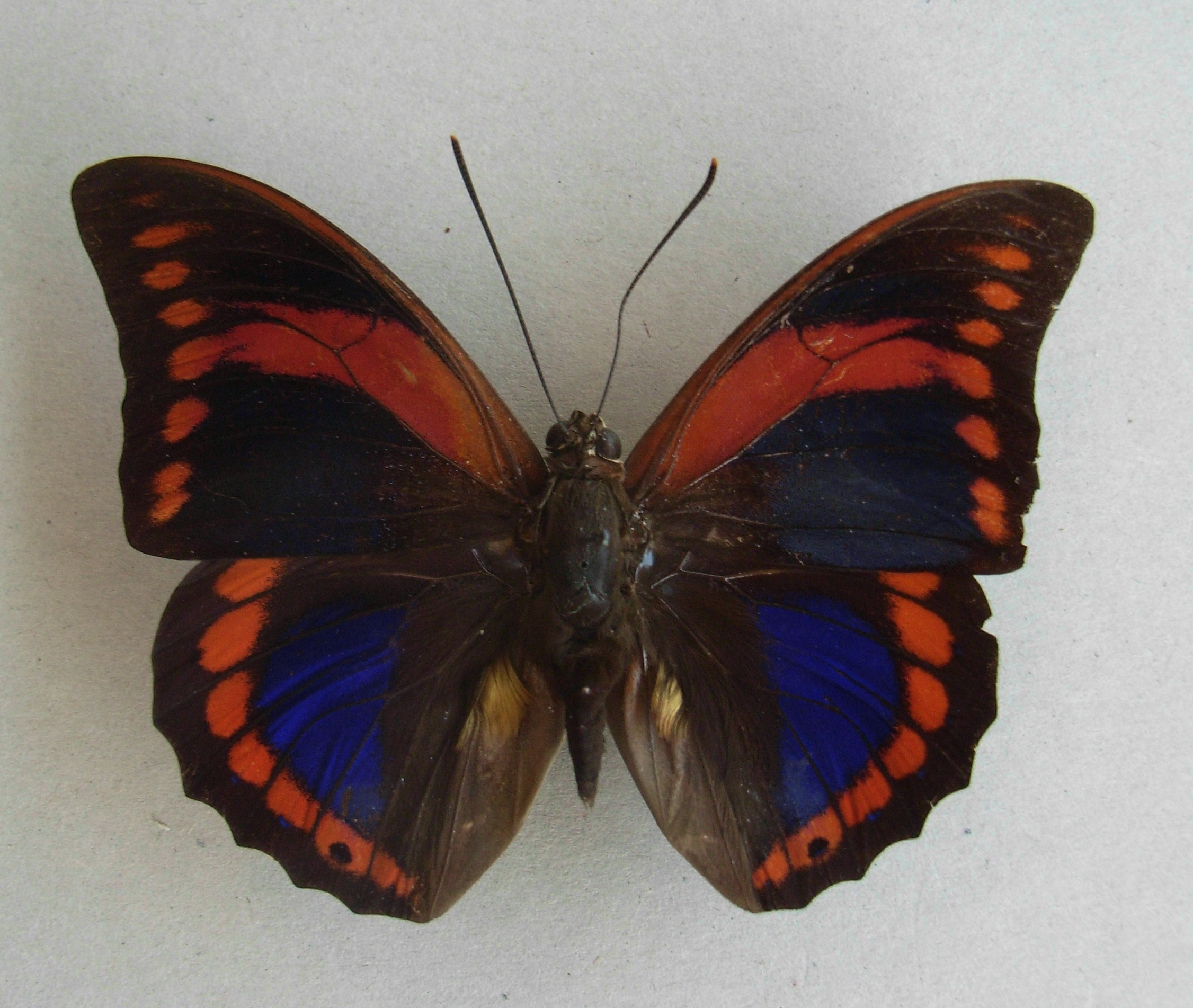
Prepona praeneste
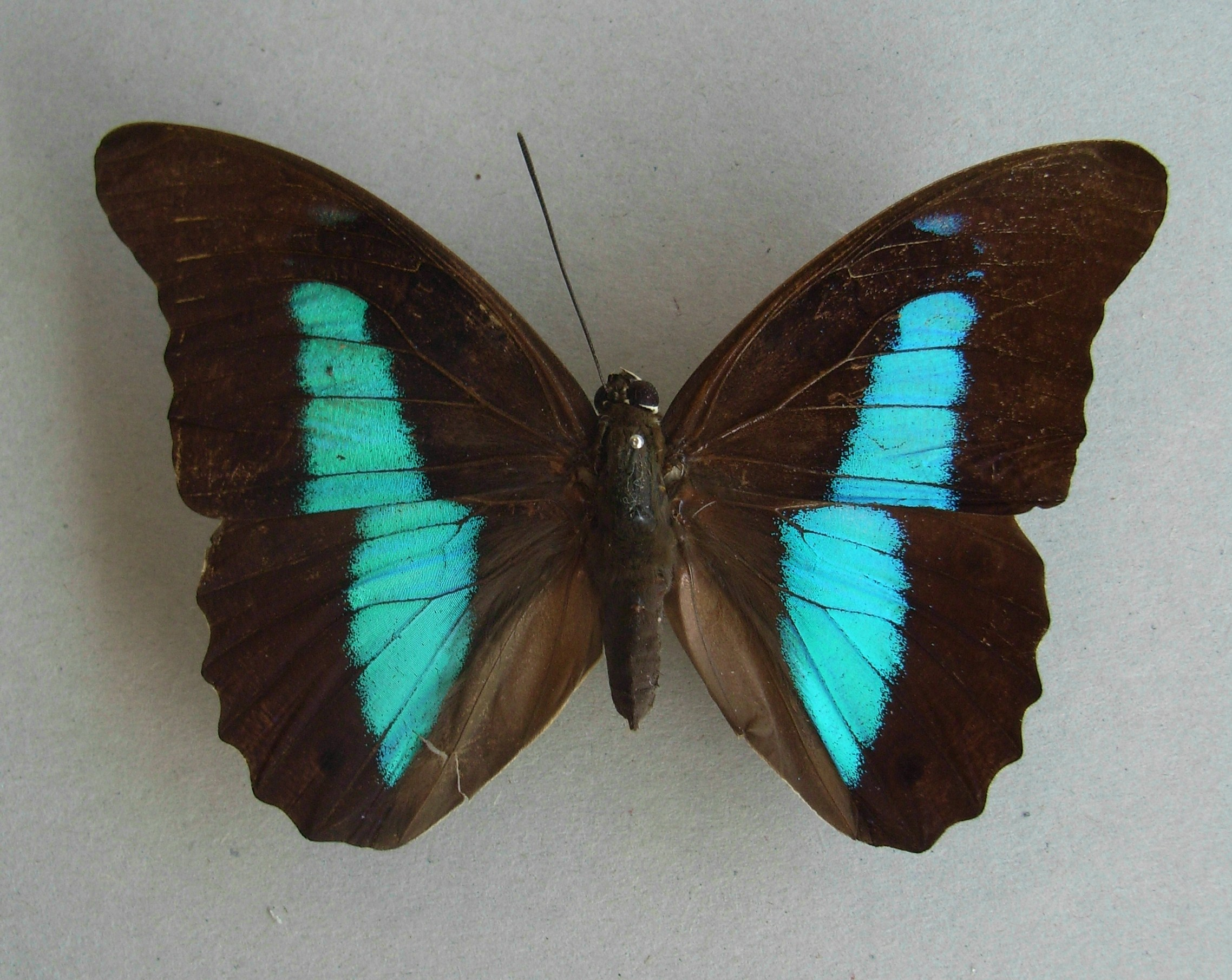
Prepona pylene